# Arpaia
Arpaia ist eine Gemeinde in Italien in der Region Kampanien in der Provinz Benevento mit 1992 Einwohnern (Stand 31. Dezember 2023). Sie ist Bestandteil der Bergkommune Comunità Montana del Taburno.

## Geographie

Lage von Arpaia in der Provinz Benevento

Die Gemeinde liegt etwa 26 km westlich der Provinzhauptstadt Benevento im Hügelland am Fuß des Monte Taburno. Die Nachbargemeinden sind Airola, Forchia, Paolisi, Moiano, Bucciano, Rotondi (AV), Arienzo, Roccarainola (NA) und Cervinara (AV).